# Mouvement Pugwash
 (février 2023).
Le Mouvement Pugwash est le nom abrégé du Pugwash Conferences on Science and World Affairs, une organisation internationale qui rassemble des personnalités des mondes universitaire et politique visant à réduire les dangers de conflits armés et de rechercher des parades aux menaces contre la sécurité mondiale.
Il a été fondé en 1957, durant la guerre froide, par Józef Rotblat et Bertrand Russell à Pugwash (en) (Nouvelle-Écosse), à la suite de la parution deux ans plus tôt du manifeste Russell-Einstein. Le mouvement Pugwash et Józef Rotblat se partagent le prix Nobel de la paix en 1995 pour leurs efforts sur le désarmement nucléaire. Un groupe Pugwash international pour étudiants/jeunes (ISYP) existe depuis 1979 avec des antennes nationales, par exemple aux États-Unis, aux Pays-Bas ou au Royaume-Uni.

## Origine
Le manifeste de Russell et Einstein, écrit le 9 juillet 1955, appelle les scientifiques à une conférence, en vue d'estimer les dangers des armes de destruction massive (alors limitées aux armes nucléaires). Cyrus Eaton, un industriel canadien qui connaissait Russell depuis 1938, offre le 13 juillet de financer la conférence dans sa ville de Pugwash (Nouvelle-Écosse). L'invitation n'est pas acceptée à l'époque, parce qu'une rencontre est prévue en Inde à l'invitation du Premier ministre Jawaharlal Nehru. Avec le début de la crise de Suez, la rencontre en Inde est repoussée, et à la place, Aristote Onassis offre de financer une réunion à Monaco, mais ceci est rejeté. La première invitation d'Eaton est acceptée.
La première conférence a donc lieu en juillet 1957 à Pugwash, d'où le nom du mouvement. Elle est organisée par Józef Rotblat, qui servira comme secrétaire général de l'organisation du début à 1973. Le manifeste de Russell et Einstein servira de charte de fondation du Mouvement Pugwash.
22 personnalités scientifiques participent à la première conférence : 
- 7 des États-Unis : David F. Cavers, Paul Doty (en), Hermann J. Muller, Eugene Rabinowitch (en), Walter Selove (d) , Leó Szilárd et Victor F. Weisskopf
- 3 de l'URSS : Alexander M. Kuzin, Dmitri V. Skobeltzyn (en) et Alexander V. Topchiev (de)
- 3 du Japon : Iwao Ogawa (ja), Shinichiro Tomonaga et Hideki Yukawa
- 2 du Royaume-Uni : Cecil F. Powell et Józef Rotblat
- 2 du Canada : George Brock Chisholm et John S. Foster
- et un de chacun de ces pays :
  - Australie : Marcus Oliphant
  - Autriche : Hans Thirring
  - Chine : Chou Pei-Yuan (en)
  - France : Antoine Lacassagne
  - Pologne : Marian Danysz

Cyrus Eaton, son invité Eric Burhop (en), et Vladimir Pavlichenko y assistent aussi. Bien d'autres n'ont pas pu venir, en particulier le cofondateur Bertrand Russell pour raisons de santé.

## Structure de l'organisation
Le bureau comprend le président, le secrétaire général et le directeur exécutif. L'organe formel de gouvernement est le Conseil de Pugwash, de 28 membres, nommé pour 5 ans. Il y a aussi un Comité exécutif de 6 membres qui assiste le Secrétaire général. Le président actuel est Monkombu Swaminathan.
Les quatre bureaux de Pugwash, à Rome, Londres, Genève et Washington, soutiennent les activités de Pugwash et servent aux liaisons avec les Nations unies et d'autres organisations internationales.
Il y a plus de 40 groupes Pugwash nationaux, organisés comme entités indépendantes, et souvent aidés ou administrés par les Académies des Sciences nationales.
Le groupe Pugwash international pour étudiants/jeunes et ses antennes nationales collaborent avec le groupe Pugwash international, mais ils en sont indépendants.
Il y a au moins 3 500 Pugwashites au monde, c'est-à-dire des individus qui ont participé à des rencontres de Pugwash, et qui sont donc considérés comme associés à Pugwash.

## Contributions à la sécurité internationale
Les 15 premières années de Pugwash ont coïncidé avec la crise de Berlin, la crise des missiles de Cuba, l'invasion de la Tchécoslovaquie et la guerre du Viêt Nam. Pugwash a joué un rôle utile en aménageant des possibilités de communication, à des époques de relations officielles et officieuses tendues. Il a fourni un travail de fond pour le Traité d'interdiction complète des essais nucléaires (1963), le traité de non-prolifération (1968), le traité anti-missiles balistiques (1972), la Convention sur l'interdiction des armes biologiques (1972) et la Convention sur l'interdiction des armes chimiques (1993). Mikhaïl Gorbatchev admit l'influence de l'organisation sur lui quand il était à la tête de l'Union soviétique.
Quand les relations internationales se sont dégelées, et quand sont apparues plus de possibilités de communication officieuses, la visibilité de Pugwash a diminué, mais il est encore resté important dans les domaines contemporains du contrôle des armes : désarmement nucléaire européen, armement chimique et biologique, armes spatiales, réduction et restructuration des forces conventionnelles et contrôle de crises dans le Tiers Monde. L'attention de Pugwash s'est aussi développée vers les problèmes internationaux de développement et d'environnement.

## Prix Nobel de la paix
En 1995, 50 ans après les bombardements atomiques d'Hiroshima et Nagasaki, 40 ans après la signature du Manifeste d'Einstein-Russell, le Mouvement Pugwash et Joseph Rotblat ont reçu conjointement le prix Nobel de la paix :
« 
... pour leurs efforts en vue de diminuer la part des armes nucléaires dans la politique internationale, et, à terme, d'éliminer ces armes.  »
Le Comité Nobel norvégien espérait que l'attribution du prix à Rotblat et Pugwash pourrait 
« 
... encourager les gouvernements du monde à intensifier leurs efforts pour débarrasser le monde des armements nucléaires. »
Dans son discours de remerciement, Rotblat cita la conclusion du Manifeste :
« 
Nous, humains, faisons appel à vous, humains : souvenez-vous de votre humanité et oubliez le reste. Si vous en êtes capables, la voie s'ouvre vers un nouveau paradis ; sinon vous courez le risque d'une mort universelle. »

## Branche française
L’Association française du Mouvement Pugwash est la branche française de l’organisation internationale.

### Création
L’Association française du Mouvement Pugwash a été créée en 1964. De très nombreuses personnalités ont participé à ses travaux. Citons, à titre d’exemple, Antoine Lacassagne, Jules Moch, Francis Perrin, Bernard Gregory, Alfred Kastler, Jean-Jacques Salomon, Étienne Bauer, Georges Charpak, Louis Leprince-Ringuet, Herbert Marcovich, Raymond Aubrac, Bertrand Goldschmidt, Léo Hamon et André Lwoff. 
L’association a aussi une activité locale. Chaque année, elle organise des conférences suivies d’un débat. Les conférences se tiennent actuellement à l’École normale supérieure, rue d’Ulm à Paris. L’association est une organisation non gouvernementale, régie par la loi de 1901. Son financement est assuré par les contributions volontaires de ses membres.

### Modalités d'action
Chaque année le mouvement Pugwash international organise une quinzaine de réunions, conférences et ateliers pour discuter, scruter et proposer des solutions aux problèmes concernant « la science et les affaires mondiales ». Environ 150 Français y ont participé. Des ateliers ont été organisés par l’Association française du Mouvement Pugwash et se sont tenus à Paris : un en 1991 sur les forces conventionnelles en Europe (XI), et deux en 1998, l’un sur l’élargissement de l'OTAN et l’autre sur le développement de l’énergie nucléaire. 
Des soirées de l'association française se tiennent régulièrement, avec des invités de marque, sur des sujets variés tels que :
- les thèmes classiques de Pugwash sur les armes de destruction massive, ou les confrontations stratégiques, comme l'avenir des armes nucléaires, avec Richard Garwin, la bombe au Pakistan, avec Pervez Hoodbhoy, ou Israël/Palestine/Jérusalem, avec Jean-Christophe Victor
- des débats d'actualité sur des problèmes ou conflits mondiaux, comme le Développement durable avec Robert Lion, suivi de la conférence de Johannesbourg par Michel Mousel, ou « Anatomie du 11 septembre : violence, religion et éthique » avec Jean-Pierre Dupuy
- ou évaluations de problèmes à long terme, comme les suites de Tchernobyl, avec Roland Masse, ou la lutte contre la corruption avec Jean-Claude Paye.

Ces réunions sont d’un type très particulier. Chaque participant y est invité à titre personnel et ne représente que lui-même, quitte à ce qu’il exerce  des fonctions et des responsabilités proches de son gouvernement. Cela permet une discussion libre où des propositions peuvent être formulées et discutées sans engager les gouvernements respectifs. Ceux-ci sont néanmoins informés des résultats et des recommandations de ces rencontres.